# Sponka do vlasů

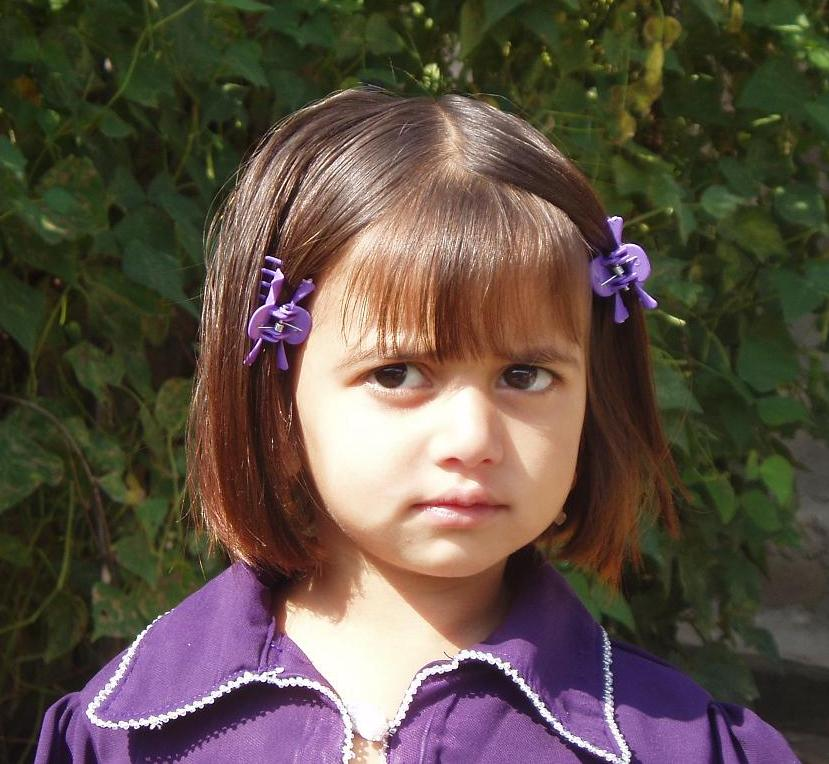
Motýlkové spony svírají vlasy do čelistí

Spona do vlasů nebo sponka na vlasy je drobná pomůcka praktické denní potřeby, jež slouží pro přidržování vlasů v účesu.
Může se jednat o různé typy jednoduchých kovových pérových sponek až po krásně zdobené a umělecky provedené předměty. Jde historicky o jeden z prvních předmětů s "užitým uměním" vůbec: Už od pravěku.

## Použití a konstrukce
Sponky na vlasy slouží k vytvoření účesu z pramenů vlasů, připínají se z jeho boku, napříč pramenem. Aby se sponky neposouvaly podél pramínku vlasů, mají uvnitř ještě i zoubky, pro těsnější stisk.

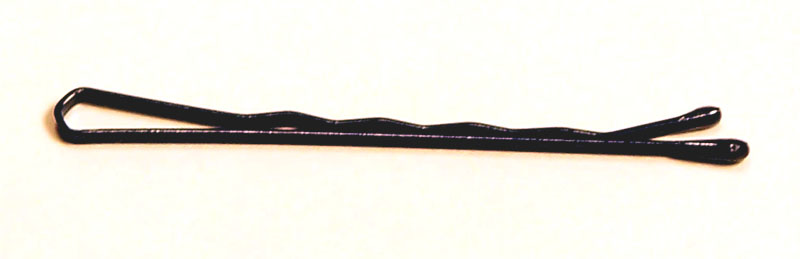
Jednoduchá kovová sponka na vlasy, tzv. pírko

### Pro připnutí pramínku vlasů k účesu
V každodenní kadeřnické praxi se běžně používají různé sponky do vlasů pro spínání pramenů vlasů:
- Může se jednat o jednoduché pružné sponky, které se na pramínek vlasů navlékají, respektive nasouvají. Vlasová sponka se jiným označením dá nazvat i vlásenka, ale pod tímto pojmem si někteří představí spíše paruku. V její nejjednodušší černé kovové formě byla ve filmech mnohokrát použita jako šperháček, pro odemčení zámku.

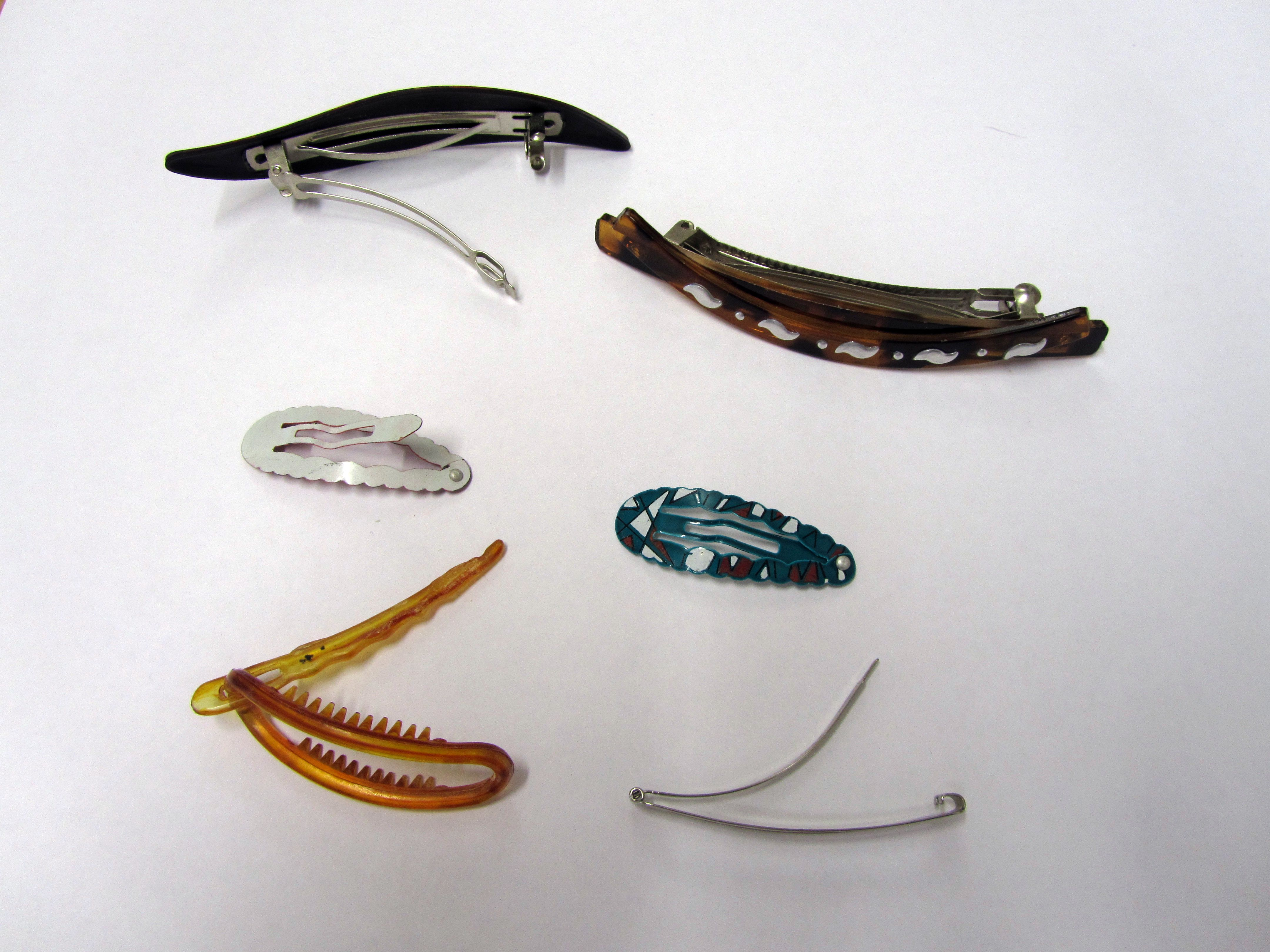
Různé dvouramenné sponky

- Používají se ale i sponky složené, zpravidla dvouramenné: malými sponkami se přichytávají neposlušné pramínky k celkovému účesu.
  - Předpružené s nýtkem mívají dvě polohy, pro uzavření/otevření je stačí v prstech zmáčknout
  - Pákové mívají kloub a na druhém konci zámeček, aby držely zavřené.

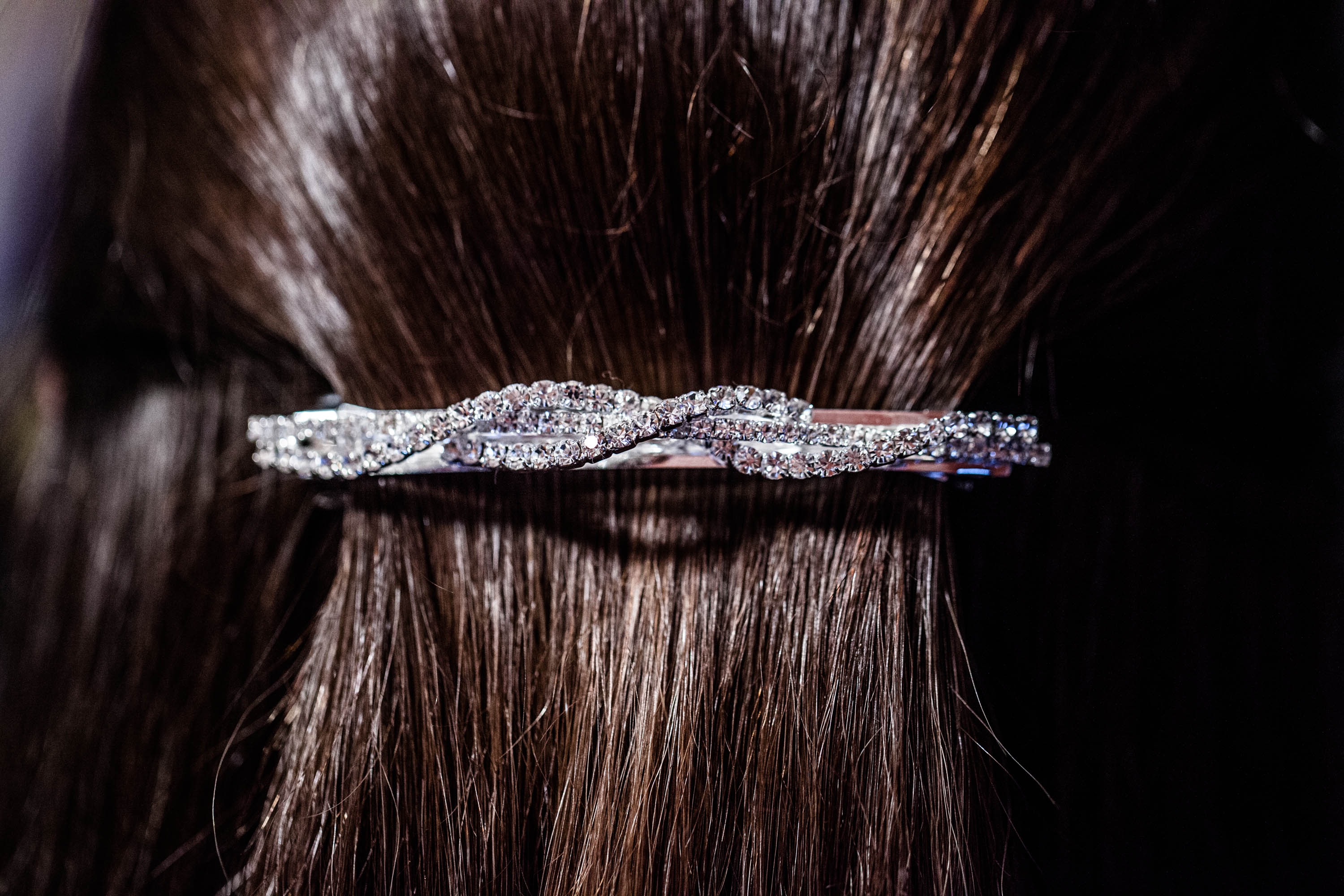
Páková spona na ohon vlasů zdobená bižuterií

### Pro hlavní pramen vlasů
Pro udržení jednoho pramene pohromadě se mohou použít nejen mašle, ale i velké spony:
- buď větší verze pákových, které drží pramen vlasů naplocho,
- nebo s jiným mechanismem:
  - S jehlicí, zpravidla s půlkulatým "D" obloukem spony, pro učesání do drdolu i jen do ohonu, tedy spíše už vypouklá přezka, drží pramen spletený v drdolu;
  - velkou prořezávanou sponu z jednoho kusu, přes jejíž esovité zářezy se pramen vlasů nasouvá jako do velkého hřebenu, s možnostmi jako u předešlé, jen bez jehlice, bez stáčení drdolu;
  - s gumičkou, třeba i s "beruškami", drží pramen v kulatém svazku; ...

Spony nejčastěji užívají dívky a ženy pro spínání vlasů, především delších, ale to spíše proto, že dlouhovlasých mužů je dnes znatelně méně: Spony ovšem používají i ti, i dnes.

### Klešťové
Podobně jako kolíčky (např. na prádlo), i na vlasy se dnes dělají symetrické i asymetrické klíšťkové svorky různých velikostí, opět s dodatečnými zuby pro proniknutí do pramene vlasů. Její nutnou součástí je pružinka, díky níž mají trvalý "skus", který v účesu drží. jejich typickým tvarem bývá motýlek.

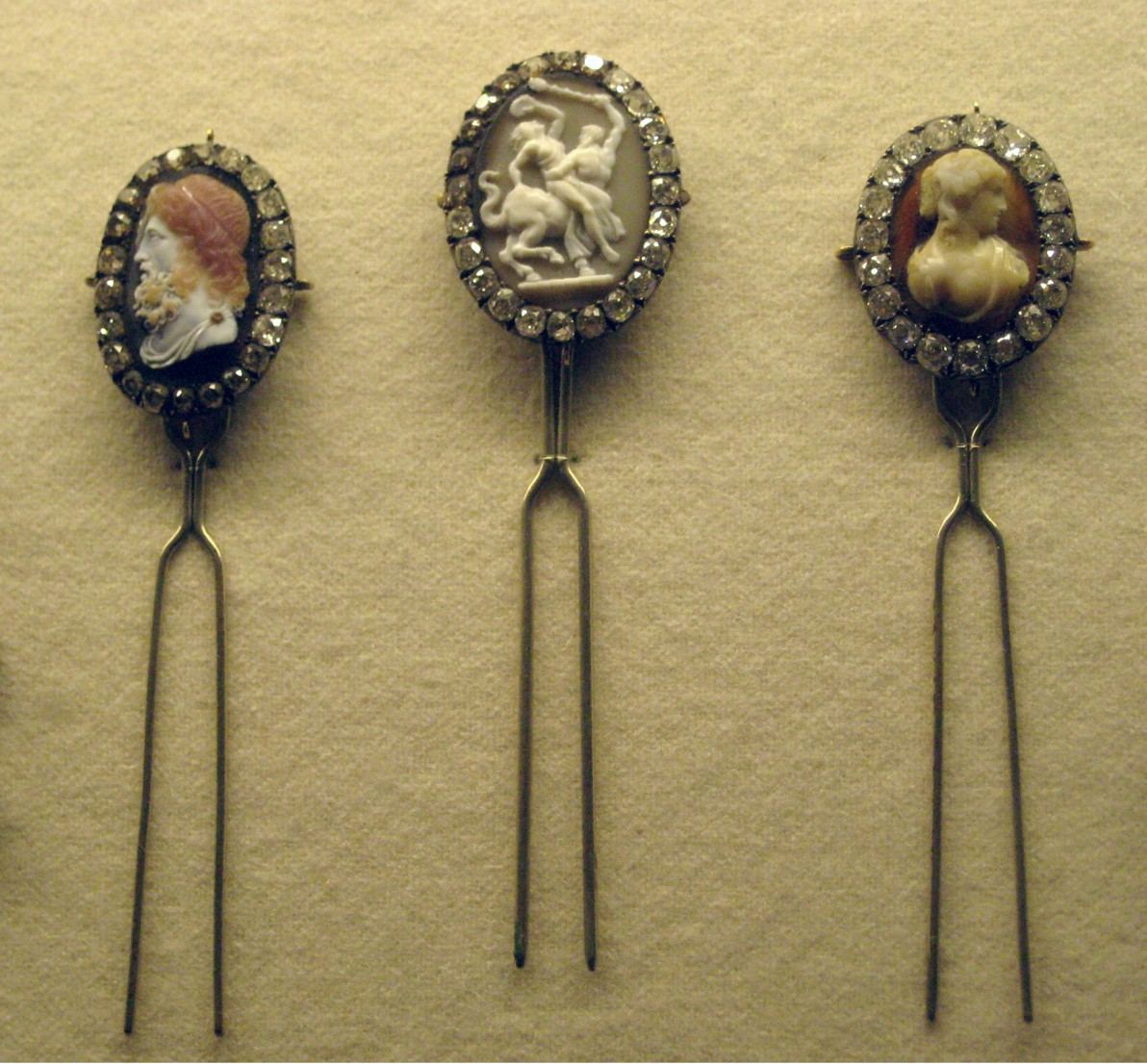
Sponky s kamejemi

## Zdobení
Sponky bývají buď bez ozdob a nenápadné, nebo naopak zdobené, i velmi nápadně: U malých dětí dnes bývají oblíbené motivy různých rostlin, květů či zvířat (např. "beruška" neboli slunéčko sedmitečné), u dívek a žen i jiné složitější a rafinovanější motivy, například ornamentální.